# تمبكتو سيركل
تمبكتو سيركل هو قسم فرعي إداري لمنطقة تمبكتو في مالي. وهي أكبر منطقة «سيركل» في مالي بأكملها. وتقع العاصمة في مدينة تمبكتو. ينقسم السيركل إلى مجتمعات ريفية وحضرية، وتنقسم المجتمعات الحضرية إلى أحياء والريفية إلى قرى. في تعداد 2009، كان عدد سكان الدائرة 124,546.

## المرجع
1. ↑  Resultats Provisoires RGPH 2009 (Région de Tombouctou) (PDF) (بالفرنسية), République de Mali: Institut National de la Statistique, Archived from the original (PDF) on 2013-01-17.